# Bestwood Village
Bestwood Village är en ort och civil parish i distriktet Gedling i grevskapet Nottinghamshire i England. Skapad 1 april 2018 (CP).